# Ivan (istarski vojvoda)
Ivan, istarski vojvoda/knez (druga polovica 8. st. – prva polovica 9. st.). Franački upravitelj Istre vjerojatno od vremena franačkog osvajanja 788. gdine. Vladajući s državnoga dobra kraj  Novigrada, uvodio je franački feudalni sustav: ukinuo mjesnu samoupravu i postavio mjesne upravitelje (centenare), nametnuo nova podavanja i radne obveze, posjednicima oduzeo zemlju u gradskom kotaru te na njoj dopustio naseljavanje Slavena. Nezadovoljstvo gradova bilo je iskazano 804. na Rižanskome saboru na kojem je sudjelovao i Ivan (dux Joannes). Isprava s rižanskim pritužbama i zaključcima glavni je izvor za njegovu djelatnost u Istri. To sudsko ročište sazvali su carski izaslanici, a održano je na traženje istarskih posjednika. Na tom ročištu predstavnici istarskih gradova i utvrda iznijeli optužbe na račun biskupa i istarskog vojvode Ivana. To je dragocjen izvor za proučavanje franačkog sustava upravljanja, te uvođenje promjena, kao i za usporedbu bizantskog i franačkog sustava. Doneseni dokument sabora naziva se Rižanski pravorijek.